# Paranthropus robustus
Paranthropus robustus este o specie de australopitecin robust ce a fost găsită în Africa de Sud în 1938. Aceste fosile sunt asemănătoare cu cele de Australopithecus africanus în multe privințe, cu excepția faptului că prezintă un aparat masticator extrem de robust.